# Mykines
Mykines  este un oraș în Grecia în Prefectura Argolida.